# Minarquismo

Bandera auriazul, símbolo del minarquismo.El amarillo representa la riqueza (oro) y el azul el individualismo

El minarquismo es una filosofía política que propone que el tamaño, papel e influencia del Estado en una sociedad libre debería ser mínimo, sólo lo suficientemente grande para proteger el espacio aeroterrestre  de una nación. La minarquía es un modelo de un Estado cuyas únicas funciones son proporcionar a sus ciudadanos la policía, los militares y los tribunales, protegiéndolos de la agresión y el robo, y haciendo cumplir las leyes de propiedad. El historiador Charles Townshend describió al Reino Unido del siglo XVIII como la abanderada de esta forma de gobierno entre los países europeos.
El término quizás es más frecuentemente usado para denominar a los libertarios, que buscan y defienden la existencia de un Estado que proteja la libertad individual sin violentarla él mismo, y para diferenciarse de los anarcocapitalistas, que consideran que el Estado es inherentemente una violación de la libertad individual. Los minarquistas sostienen que un gobierno mínimo es necesario para preservar la libertad negativa (neutralidad de las leyes y la invasión de ejércitos de Estados no minarquistas). Esta teoría política está vinculada a la tradición antiestatista, que promueve la abolición de la mayor cantidad de funciones estatales posibles.
El término fue acuñado en 1971 por el anarquista de mercado Samuel Konkin.

## Etimología
El término "estado vigilante nocturno" (en alemán: Nachtwächterstaat) fue acuñado por el socialista alemán Ferdinand Lassalle en un discurso de 1862 en Berlín. En este, criticó al Estado de gobierno limitado liberal burgués, comparándolo con un vigilante nocturno cuyo único deber era prevenir el robo. La frase rápidamente se popularizó como una descripción del gobierno capitalista, incluso cuando el liberalismo comenzó a significar un estado más involucrado o un estado con una esfera de responsabilidad más amplia. 
Ludwig Von Mises opinó más tarde que Lassalle trató de hacer que el gobierno limitado pareciera ridículo, pero que no era más ridículo que los gobiernos que se preocupaban por "la preparación de chucrut, la fabricación de botones de pantalones o la publicación de periódicos". 
Los defensores del estado vigilante nocturno son llamados minarquistas, un acrónimo de mínimo y -arquía. Arche (/ ɑr k i /; griego antiguo: ἀρχή) es una palabra griega que llegó a significar "primer lugar, el poder", "método de gobierno", "imperio, reino", "autoridades" (en plural: ἀρχαί) o "comando". El término minarquista fue acuñado por Samuel Edward Konkin III en 1980.

## Filosofía
Los minarquistas generalmente justifican el estado sobre la base de que es la consecuencia lógica de adherirse al principio de no agresión. Argumentan que el anarcocapitalismo no es práctico porque no es suficiente para hacer cumplir el principio de no agresión dado que la aplicación de las leyes bajo el anarquismo está abierta a la competencia. Otra justificación común es que las firmas privadas de defensa y tribunales tenderían a representar los intereses de quienes les pagasen lo suficiente. 
Algunos minarquistas argumentan que un estado es inevitable y creen que la anarquía es inútil. Robert Nozick, quien dio a conocer la idea de un estado mínimo en Anarchy, State, and Utopia (1974), argumentó que un estado de vigilante nocturno proporciona un marco que permite cualquier sistema político que respete los derechos individuales fundamentales y, por lo tanto, justifique moralmente la existencia de un estado.

## Principios generales
Los minarquistas concuerdan en que el principio determinante sobre lo que entra o no en el ámbito del gobierno es la maximización de la libertad individual, pero generalmente discrepan sobre cómo lograr esto. Muchos minarquistas generalmente coinciden en que el Estado debería restringirse a sus funciones «mínimas» o de «vigilante» (esto es, tribunales, policía, prisiones y fuerzas de defensa). Algunos minarquistas incluyen como papel ideal del gobierno la gerencia de infraestructuras esenciales públicas (por ejemplo, vías de circulación y moneda). En general, los minarquistas favorecen la administración y financiamiento de servicios gubernamentales en una pequeña jurisdicción (como una ciudad o un municipio) en lugar de una grande (como un estado o una nación). Esto es así porque se presume que las decisiones son más eficientes cuando quienes las toman están más cerca de los sujetos de sus decisiones (los ciudadanos), y así los individuos que no desean vivir o trabajar bajo un gobierno expansivo tienen más opciones (resulta más fácil mudarse a otra ciudad o municipio que a otro estado o nación), lo cual aplica más presión política de reducción sobre el gobierno.
Los minarquistas generalmente se oponen a los programas de gobierno que transfieren riqueza o dan subsidios a ciertos sectores de la economía. Sin embargo la mayoría de ellos admiten cierto nivel de financiamiento estatal, incluyendo impuestos para casos particulares, siempre y cuando la libertad individual y el principio de no agresión no se vean comprometidos.
Algunos minarquistas explican su visión del Estado refiriéndose a principios básicos antes que argumentar en términos de resultados pragmáticos. Por ejemplo, Robert Nozick en su libro Anarchy, State, and Utopia, define el rol del Estado mínimo de la siguiente manera:

"Nuestras conclusiones generales acerca del Estado son que un Estado mínimo, limitado a las funciones de protección contra la violencia, el robo, el fraude, la violación de contratos y otros parecidos, es justificable; cualquier otro Estado más grande violaría el derecho de las personas a no ser forzadas a hacer ciertas cosas y es injustificable; y que el Estado mínimo es inspirador así como correcto. Dos implicaciones dignas de notarse son que el Estado no debe usar su aparato coercitivo con el propósito de lograr que algunos ciudadanos ayuden a otros, o para prohibirle a las personas actividades en su propio beneficio o protección."
Robert Nozick

Robert Nozick recibió el Premio Nacional de Libros en la categoría Filosofía y Religión por su libro Anarquía, Estado y utopía, que se inspiró parcialmente en conversaciones filosóficas que tuvo con Murray Rothbard. Allí, Nozick sostiene que solo un Estado mínimo limitado a las funciones limitadas de protección contra "fuerza, fraude, robo y administración de tribunales de justicia" podría justificarse sin violar los derechos de las personas. Nozick es uno de los principales referentes de esta forma de concebir el libertarismo.
En cambio, otros minarquistas utilizan argumentos utilitaristas, como las contribuciones de Ludwig von Mises a la Escuela Austríaca, o la investigación económica estadística, como el Índice de Libertad Económica.
Otros argumentos en favor del minarquismo son los derechos naturales, el contractualismo y el igualitarismo.
Entre los minarquistas prominentes se incluyen Benjamin Constant de Rebecque, Herbert Spencer, Leonard Read, Ludwig von Mises, Friedrich von Hayek, James M. Buchanan, Milton Friedman, Ayn Rand, John Hospers, Santiago Heissen, Robert Nozick , George Reisman o Samuel Bouza.
Organizaciones que incluyen miembros y partidarios minarquistas son por ejemplo la Reason Foundation, el Instituto Juan de Mariana, la International Society for Individual Liberty y Bureaucrash.
Existen propuestas de reducción y disolución progresiva de los poderes estatales en otras tendencias políticas muy ajenas a la visión liberal de Estado mínimo.[cita requerida] Sin embargo no han tenido igual difusión.
También hay socialistas libertarios como Robert Anton Wilson, que defienden un Estado mínimo. Por su parte, Camilo Gómez, aunque identificado con el anarquismo, ha propuesto un «socialismo de gobierno limitado» para vías electorales.
Algunos marxistas señalan que Karl Marx indicaba que había que desmontar el Estado burgués para dar paso a un «semi-Estado» previo a la extinción final del Estado.

## Críticas al minarquismo
Algunos piensan que el minarquismo es una ideología contradictoria. El libertarismo de mercado, por definición, se opone a la iniciación del uso de la fuerza o el fraude contra las personas o la propiedad privada. Para que un Estado se financie debería gravar a las personas, lo cual requiere de coerción y, por lo tanto, el inicio del uso de la fuerza. Algunos liberales libertarios argumentan que el anarquismo de mercado, y por extensión el anarquismo, es el único tipo lógicamente consistente del ideario libertario. También se considera que es contradictorio establecer que la violencia es inmoral, pero que esa violencia se mantenga mediante un gobierno.
Sin embargo, los partidarios del minarquismo contraargumentan que un gobierno podría financiarse mediante donaciones privadas y la creación de trust funds sin ningún tipo de impuestos. Aunque un gobierno pudiera ser financiado voluntariamente, todavía permanece una autoridad que detenta el monopolio de la fuerza en un área determinada y, como tal, tendría el control. La mera existencia de un gobierno, independientemente de cómo se financie, erosiona el principio de autopropiedad, ya que el gobierno está para controlar.
Adicionalmente, algunos liberales libertarios piensan que el concepto de «gobierno constitucionalmente limitado» es una falacia. Todos los gobiernos conocidos de la historia se han extendido en tamaño y alcance. La visión de los Padres fundadores de los Estados Unidos sobre la limitación del inherente poder relacionado con el gobierno (con respecto a la Constitución de Estados Unidos) no ha funcionado. El tamaño y alcance del actual gobierno federal de Estados Unidos es mucho mayor del que los Padres fundadores pretendían o vislumbraban.
Algunos minarquistas piensan que su visión es más pragmática. Sin embargo, el profesor Hans-Hermann Hoppe argumentó que la única forma de Estado que puede pragmáticamente ser impedido de extenderse es el Estado monárquico (como una propiedad privada).

### Organizaciones minarquistas
- Cato Institute
- The ORION Initiative (minarquistas con alto IQ)
- El contenido de este artículo incorpora material de una entrada de la Enciclopedia Libre Universal, publicada en español bajo la licencia Creative Commons Compartir-Igual 3.0.

- Datos: Q750630